# Aclens
Aclens es una comuna suiza del cantón de Vaud, situada en el distrito de Morges. Limita al norte con la comuna de Gollion, al este con Vufflens-la-Ville, al sureste con Bussigny-près-Lausanne y Bremblens, al sur con Romanel-sur-Morges, al suroeste con Echichens, y al oeste con Vullierens.
Hasta el 31 de diciembre de 2007 la comuna formó parte del distrito de Morges, círculo de Colombier.

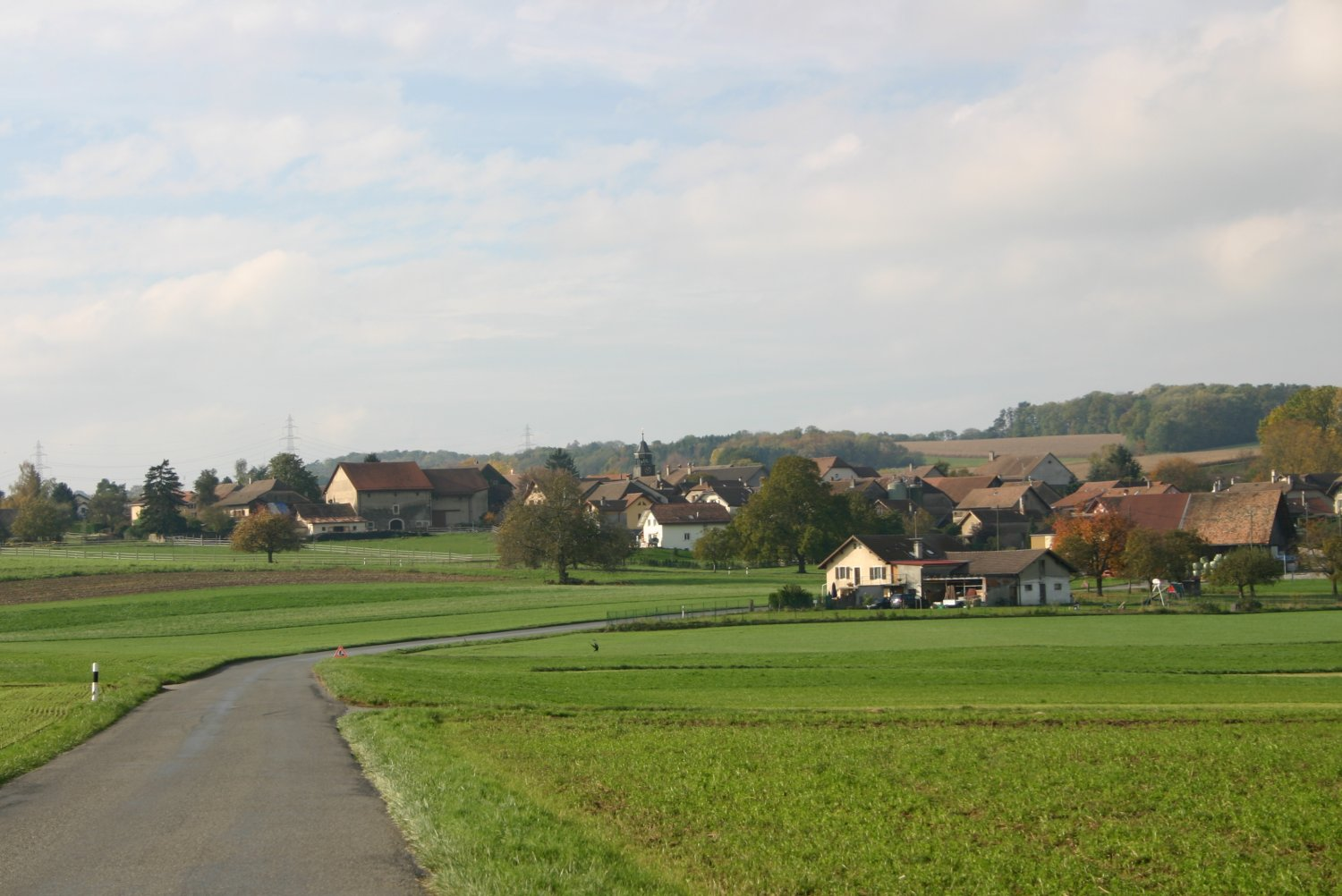
Vista de Aclens.